# Віро-Біч-Саут (Флорида)
Віро-Біч-Саут (англ. Vero Beach South) — переписна місцевість (CDP) в США, в окрузі Індіан-Рівер штату Флорида. Населення — 28 020 осіб (2020).

## Географія
Віро-Біч-Саут розташоване за координатами 27°37′12″ пн. ш. 80°24′41″ зх. д. / 27.62000° пн. ш. 80.41139° зх. д. (27.619972, -80.411503).  За даними Бюро перепису населення США в 2010 році переписна місцевість мала площу 28,15 км², з яких 26,55 км² — суходіл та 1,61 км² — водойми.

## Демографія
Згідно з переписом 2010 року, у переписній місцевості мешкали 23 092 особи в 9952 домогосподарствах у складі 6379 родин. Густота населення становила 820 осіб/км².  Було 11618 помешкань (413/км²).
Расовий склад населення:
| - 88,9 % — білих - 5,3 % — чорних або афроамериканців - 1,6 % — азіатів - 0,4 % — корінних американців - 2,0 % — осіб інших рас |

До двох чи більше рас належало 1,7 %. Частка іспаномовних становила 9,5 % від усіх жителів.
За віковим діапазоном населення розподілялося таким чином: 20,4 % — особи молодші 18 років, 58,4 % — особи у віці 18—64 років, 21,2 % — особи у віці 65 років та старші. Медіана віку мешканця становила 45,9 року. На 100 осіб жіночої статі у переписній місцевості припадало 92,2 чоловіків;  на 100 жінок у віці від 18 років та старших — 88,7 чоловіків також старших 18 років.
Середній дохід на одне домашнє господарство  становив 59 927 доларів США (медіана — 44 868), а середній дохід на одну сім'ю — 74 059 доларів (медіана — 60 479). Медіана доходів становила 45 503 долари для чоловіків та 37 820 доларів для жінок. За межею бідності перебувало 13,5 % осіб, у тому числі 17,5 % дітей у віці до 18 років та 9,4 % осіб у віці 65 років та старших.
Цивільне працевлаштоване населення становило 10 101 особа. Основні галузі зайнятості: освіта, охорона здоров'я та соціальна допомога — 21,2 %, роздрібна торгівля — 15,0 %, мистецтво, розваги та відпочинок — 13,1 %, науковці, спеціалісти, менеджери — 11,6 %.